# 이윤 극대화
이윤 극대화(利潤極大化, 영어: profit maximization)는 경제학에서 기업이 최대 이익을 반환할 수 있도록 가격과 생산 수준을 결정하는 단기적이거나 장기적인 과정이다. 기업의 행동 기준으로 설명되며 기업은 이윤을 최대화하도록 행동하는 것으로 가정한다.
이윤 = 수입-비용 =재화 가격×생산량-비용
이는 다음과 같다:
{\displaystyle \Pi =p(F(L,K))\times F(L,K)-(wL+rK)}
Π은 이윤, L는 노동, K는 자본, F (L ,K )이L ,K는 생산요소에서 주어지는 생산함수, w ,r는 노동과 자본 각각의 생산 요소로 쓰이는 단위 당 요소 가격, p는 가격을 의미하며 생산량 F 의 함수를 가리킨다.

## 같이 보기
- 효용 극대화
- 회사
- 코퍼레이션
- 시장 구조
- 미시경제학
- 가격 결정
- 합리적 선택 이론
- 수요와 공급
- 한계 수입
- 한계 비용